# Mary Webb
Mary Webb, vero nome Gladys Mary Meredith (Leighton, 25 marzo 1881 – St Leonards-on-Sea, 8 ottobre 1927), è stata una scrittrice britannica.

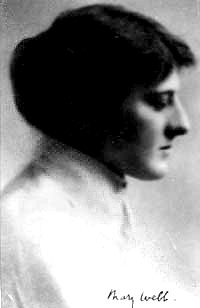
Mary Webb

Suo padre era un insegnante, che le trasmise l'amore per la letteratura e per i paesaggi rurali. Sua madre era invece una discendente di Sir Walter Scott.
Scrisse molti romanzi d'amore nei primi anni del XX secolo, principalmente ambientate nella campagna dello Shropshire. I personaggi erano tutte persone esistenti, che conosceva personalmente.
All'età di 20 anni, sviluppò i primi sintomi del morbo di Basedow-Graves (un disordine tiroideo) che l'accompagnò per il resto della sua vita e che probabilmente contribuì alla sua prematura scomparsa. La sua malattia la rese particolarmente simpatetica ai sofferenti, trovando la sua controparte immaginaria in Prue Sarn, protagonista del suo romanzo Precious Bane, affetta da schisi labiale, volgarmente detta labbro leporino.